# Reality (film 2023)
Reality è un film del 2023 diretto da Tina Satter.

## Trama
Il 9 maggio 2017, Reality Winner guarda la copertura di Fox News sul licenziamento di James Comey da parte del presidente Donald Trump in TV nel suo ufficio. 25 giorni dopo, il 3 giugno, Winner torna a casa dopo aver fatto la spesa dove viene affrontata dagli agenti dell'FBI Taylor e Garrick, che spiegano di avere un mandato di perquisizione per casa sua. Quando una squadra di agenti arriva e inizia a perquisire la casa, Winner si impegna in una conversazione casuale con gli agenti, che viene ripresa da un dispositivo di registrazione, la cui trascrizione costituisce la base del dialogo del film. Durante la prima parte della registrazione, Winner esprime preoccupazione per la sicurezza del suo cane e del suo gatto durante la ricerca.
Winner accetta di parlare con Taylor e Garrick in una camera da letto vuota e in disuso di casa sua. Gli agenti iniziano a interrogare Winner chiedendole i dettagli del suo lavoro. Spiega che oltre a lavorare come istruttrice di yoga e di CrossFit, è una traduttrice di farsi per un appaltatore del governo e spera di essere impiegata in Afghanistan come traduttrice in modo che la sua fluidità in pashtu possa essere utilizzata meglio. Gli agenti alla fine rivelano che stanno interrogando Winner in merito alla recente fuga di informazioni di documenti governativi riservati a una pubblicazione online. Lei inizialmente nega di saperlo, ma nel giro di un'ora alla fine è costretta a confessare di aver stampato e fatto trapelare un documento dal database della National Security Agency. Il film inizialmente redige i dettagli della fuga di notizie, come avviene nella trascrizione, ma alla fine viene rivelato che i documenti rivelavano la prova dell'interferenza russa nelle elezioni statunitensi del 2016 e la pubblicazione era The Intercept, che aveva lanciato una richiesta di prove dell'interferenza russa.
Winner nega di voler essere un'informatrice o di minare la comunità dell'intelligence alla Edward Snowden, esprimendo invece il desiderio che il pubblico americano avesse le stesse informazioni che il governo aveva riguardo alle elezioni. Al termine dell'interrogatorio, esprime principalmente preoccupazione per i suoi animali domestici poiché si rende conto che verrà presa in custodia. Viene scortata fuori di casa e ammanettata, mentre vengono mostrati filmati dei resoconti dei media riguardanti la fuga di notizie. Winner riceve elogi e critiche per le sue azioni, con alcuni che la accusano di collusione con il Medio Oriente o negano del tutto la veridicità delle fughe di notizie. Alcuni punti vendita criticano The Intercept per aver consentito di far risalire la fuga di notizie a Winner, e altri teorizzano che la punizione di Winner fosse progettata per scoraggiare potenziali informatori.
Un epilogo testuale spiega che a Winner è stata negata la libertà su cauzione e accusato ai sensi dell'Espionage Act. Ha trascorso quattro anni in prigione e rimarrà in libertà vigilata fino a novembre 2024. Rileva che lo stesso documento trapelato da Winner è stato successivamente utilizzato in aula al Senato come prova dell'interferenza russa.

## Promozione

### Sviluppo
Il film descrive l'interrogatorio dell'informatrice Reality Winner, che ha avuto luogo il giorno il suo arresto, il 3 giugno 2017. Winner, un ex membro arruolato dell'aeronautica statunitense e traduttrice della NSA, ha fatto trapelare un rapporto dell'intelligence sull'interferenza russa nelle elezioni statunitensi del 2016 al sito di notizie The Intercept, ed è stata interrogata nella sua casa di Augusta, in Georgia, dagli agenti dell'FBI R. Wallace Taylor e Justin C. Garrick, nel corso di un'ora in una stanza inutilizzata della casa.
Tina Satter ha trasformato la trascrizione dell'interrogatorio nella performance teatrale letterale Is This A Room (basata sulla citazione "Is this a room? Is that a room?" pronunciata da uno degli interrogatori), che è stata presentata per la prima volta al The Kitchen nel 2019 prima di un lungo Off-Broadway al Vineyard Theatre nello stesso anno. La produzione ha ingaggiato Emily Davis nei panni di Winner, con Pete Simpson e TL Thompson come interrogatori, e Becca Blackwell come "uomo sconosciuto", una descrizione nella trascrizione del dialogo di più agenti dell'FBI che stavano ispezionando la casa di Winner durante l'interrogatorio. Lo spettacolo è stato presentato in anteprima a Broadway al Lyceum Theatre il 10 ottobre 2021 e chiuso il 27 novembre 2021. La vera Winner non è stata coinvolta nella produzione durante la sua corsa Off-Broadway iniziale a causa della sua prigionia e non è stata in grado di vedere la produzione di Broadway perché era ancora agli arresti domiciliari, ma ha parlato ampiamente con il team creativo dopo il suo rilascio dalla prigione e video - chiamata all'inizio dello spettacolo della serata di apertura.
Nel giugno 2022, è stato annunciato che Is This A Room sarebbe stato adattato in un film, con Sydney Sweeney, Marchánt Davis e Josh Hamilton nel ruolo dei protagonisti e Satter alla regia al suo debutto cinematografico, da una sceneggiatura che ha scritto insieme a James Paul Davis. In preparazione per il suo ruolo, Sweeney ha guardato le interviste e ha parlato con la vera Winner su Zoom. Sweeney ha usato queste conversazioni per capire i modi di parlare di Winner che avrebbe imitato. Consapevole del lavoro di Winner come istruttrice di yoga e istruttrice di CrossFit, Sweeney si è anche allenata per aumentare la sua massa muscolare, in alcuni casi utilizzando allenamenti che Winner ha pubblicato sul suo Instagram. Oltre alle sue conversazioni con Sweeney, Winner si è consultata con i reparti guardaroba e arte durante tutto il processo di produzione.

### Riprese
Le riprese principali sono iniziate a maggio 2022 e sono durate 16 giorni. Le riprese esterne sono state effettuate all'inizio della produzione, con gli ultimi 9-10 giorni incentrati sulle riprese all'interno del set della stanza. L'intera sequenza dell'interrogatorio è stata filmata in ordine, cosa che Sweeney ha trovato insolito a causa della maggior parte delle produzioni su cui aveva lavorato alle riprese in ordine non cronologico.

## Distribuzione
Il film ha ricevuto la sua prima mondiale al Festival Internazionale del Cinema di Berlino il 18 febbraio 2023. Il film è stato distribuito in streaming su HBO Max a partire dal 23 maggio 2023.

## Accoglienza
Reality ha ricevuto recensioni positive dalla critica alla Berlinale, con elogi rivolti alla regia di Satter e alle interpretazioni del cast (in particolare quella di Sweeney). Sul sito web dell'aggregatore di recensioni Rotten Tomatoes il film ha un raro indice di approvazione del 94%, basato su 9 recensioni critiche con una valutazione media di 8,4/10. Metacritic, che utilizza una media ponderata, ha assegnato un punteggio di 87 su 100, basato su 9 recensioni che indicano "il plauso universale".
David Rooney di The Hollywood Reporter ha elogiato il passaggio dalla scenografia minimalista di Is This A Room alla riproduzione realistica della casa di Winner nel film, osservando che "Satter mostra una padronanza incrollabile del mezzo per un regista esordiente", sottolineando l'uso di il primo piano come traduzione diretta della narrazione surreale dell'opera.

## Riconoscimenti
- 2024 - Peabody Award
  - Premio Intrattenimento[17]
- 2024 - Producers Guild of America Awards
  - Candidatura al Miglior film trasmesso in streaming o in TV[18]
- 2024 – Critics' Choice Awards
  - Candidatura al Miglior film per la TV[19]
  - Candidatura per la miglior attrice protagonista in una miniserie o film per la televisione a Sydney Sweeney[20]
- 2023 - Cinema Eye Honors
  - Candidatura al Premio eterodosso[21]
- 2023 - Gotham Independent Film Awards
  - Candidatura al Miglior film
- 2023 - Awards Daily Cooler Awards
  - Candidatura alla Miglior attrice protagonista in una serie limitata/antologica a Sydney Sweeney[22]
- 2023 - Gold Derby Awards
  - Candidatura al Miglior film per la TV
- 2023 - Jerusalem Film Festival
  - Miglior documentario[23]
- 2023 - Festival internazionale del cinema di Berlino
  - Candidatura al Panorama Audience Award[24]
  - Candidatura per la Migliore opera prima a Tina Satter[25]